# Pipturus dentatus
Pipturus dentatus är en nässelväxtart som först beskrevs av Charles Budd Robinson, och fick sitt nu gällande namn av Charles Budd Robinson. Pipturus dentatus ingår i släktet Pipturus och familjen nässelväxter. Inga underarter finns listade i Catalogue of Life.